# ED50

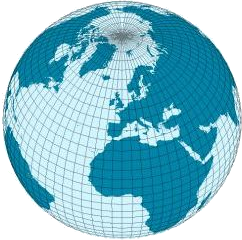
Proyección azimutal sesgada kl recortada.

ED50 (European Datum 1950) es un antiguo sistema de referencia geodésico empleado en Europa, siendo sustituido por el sistema ETRS89. El código EPSG correspondiente a este datum para las cartografías no proyectadas es el EPSG:4230.
El sistema ED50 surgió como resultado de la unificación de los sistemas de referencia europeos llevado a cabo por el ejército de los Estados Unidos después de la Segunda Guerra Mundial. La solución les fue proporcionada a las naciones europeas en 1950.
El elipsoide de referencia que utiliza es el Internacional de 1924 o de Hayford de 1909. El semieje mayor tiene una longitud de 6.378.388 m, y el aplanamiento un valor de 1/f = 297. El punto astronómico fundamental está en la torre de Helmert en la ciudad alemana de Potsdam. Para soluciones posteriores (ED79, ED87) el punto astronómico fundamental es Múnich. En el caso de España el sistema altimétrico tiene el origen en el mareógrafo de Alicante.
En España el ED50 fue el sistema oficial de la cartografía de la Península y Baleares hasta 2008, año en el que se adoptó como oficial el ETRS89. Para adaptase a la norma se dio un periodo transitorio hasta el 2015 en el que convivieron los dos sistemas mientras se reproyectaba la cartografía a ETRS89.